# Pirulito
- Commons
- Wikcionário

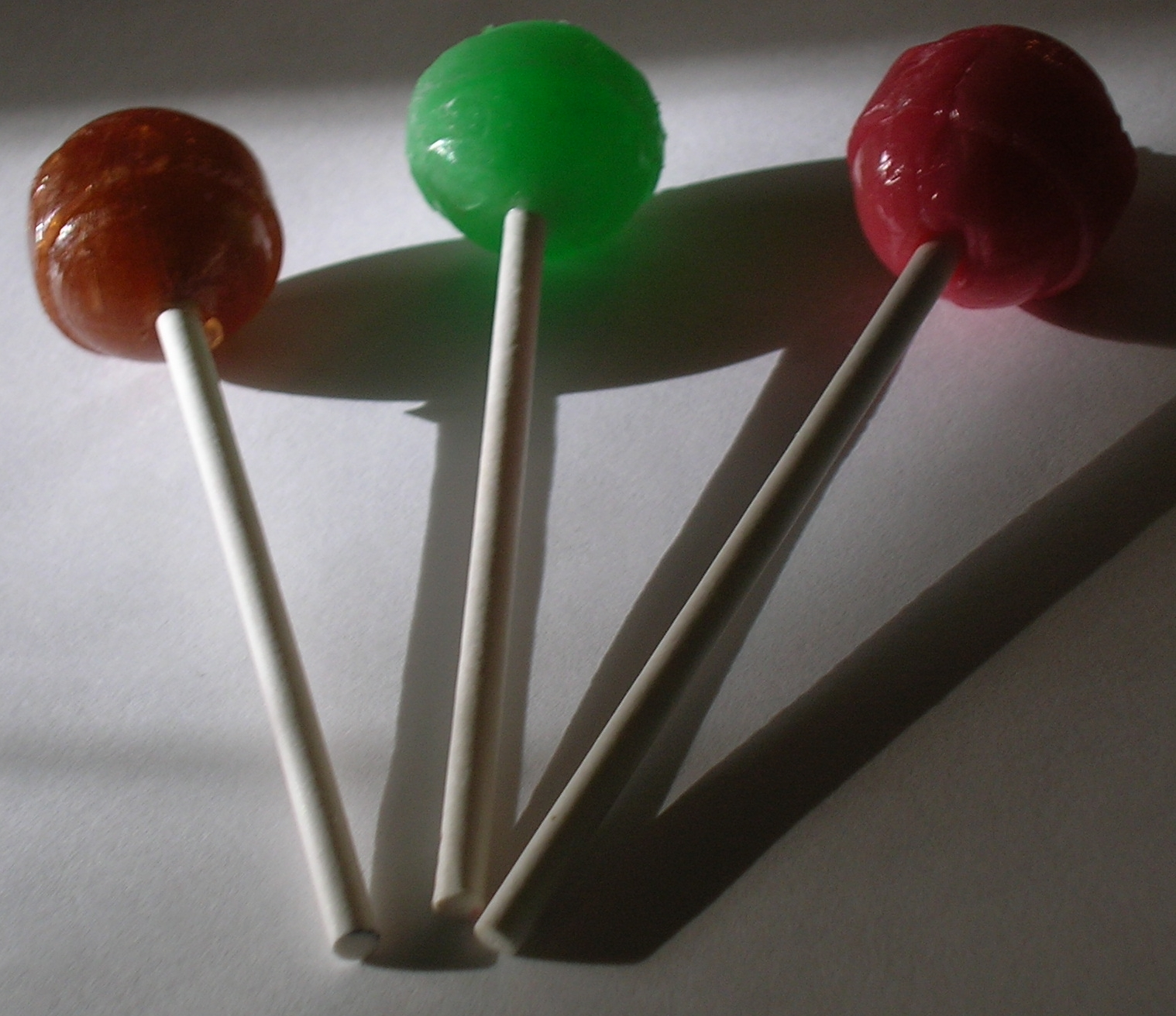
Pirulitos.

O pirulito (português brasileiro) ou chupa-chupa (português europeu) (ou simplesmente chupa) é uma espécie de confeito, que é apresentada em variadas formas (esfera, espiralada, cônica etc.), cores e sabores, posicionadas num palito de madeira ou plástico .

## História
A ideia de um doce comestível num palito é muito simples, pelo que é provável que o pirulito tenha sido inventado e reinventado várias vezes.  Popularizado pelos norte-americanos, a história dos primeiros pirulitos nos Estados Unidos parece ter sido distorcida ao longo do tempo. Existe alguma especulação que pirulitos foram inventados durante a Guerra Civil Americana (1861-1865). Outros acreditam que alguma versão do pirulito foi inventada em torno do início dos anos 1800. George Smith afirmou ser o primeiro a inventar o moderno pirulito, em 1908, e registrou o nome lollipop em 1931. Ele usou a ideia de colocar doces num palito para torná-lo mais fácil de comer e teria chamado os deleites após uma popular corrida de cavalos, Lolly Pop. O termo pode ter derivado do termo "lolly" (língua) e "pop" (tapa). As primeiras referências ao lollipop, em sua data de contexto moderno, dá-se à década de 1920. Em alternativa, pode ser uma palavra de origem cigana estando relacionado com a sua tradição de vender maçãs num palito. A maçã vermelha, na língua romani, é loli phaba. O termo lollipop foi registado pelo lexicógrafo inglês Francis Grose em 1796.

## Tipos
Os pirulitos estão disponíveis num certo número de cores e sabores, sabores de frutas em particular. Com inúmeras empresas produtoras de pirulitos, o doce agora vem em dezenas de sabores e diversas formas e tamanhos. Podem ser comprados mas são também muitas vezes dados de graça em bancos, cabeleireiro e outros locais, como forma de gentileza. Alguns são feitos de bastões de doces torcidos em um círculo.
A maioria dos pirulitos são consumidos à temperatura ambiente, mas "pirulitos de gelo" ou "gelados" são pirulitos congelados à base de água. Confecções similares em uma vara feita de sorvete, muitas vezes com um revestimento com sabor, geralmente não são chamados por esse nome.
Alguns pirulitos contêm recheios, tais como chiclete ou doce suave. Alguns pirulitos tem itens mais incomuns, além de serem fabricados nas mais diversas formas, como no formato de larva, bicho-da-farinha e outros.
Nos países nórdicos, na Alemanha e nos Países Baixos, alguns pirulitos são aromatizados com Salmiakki.

### Uso medicinal
Pirulitos podem ser utilizados para transportar medicamentos. Pirulitos com sabor contendo medicamentos destinam-se a dar às crianças como um  medicamento sem espalhafato.
Alguns pirulitos foram comercializados para utilização como auxiliares de dieta, mas a sua eficácia não foi confirmada.  Casos esporádicos de perda de peso podem ser devidos ao poder da sugestão.